# طربول
طربول هي مدينة صناعية مصرية جديدة تقع جنوب محافظة القاهرة
وتقع مدينة "طربول" على مساحة 109 ملايين متر مربع، وتربط محافظات الصعيد بالمراكز الاقتصادية التى تتواجد في الدلتا، وسيتم إنشاؤها على 7 مراحل.
وتضم "طربول" 12 منطقة صناعية، منها وادى تكنولوجيا الغذاء، محور السيارات، المحور الهندسي، المركز الطبي، مركز المنسوجات والملابس، مدينة مواد البناء، ومدينة الكيماويات والبلاستيك.
كما تستوعب المدينة مراكز الإنتاج الصناعى واللوجستيات، فضلا عـن الخدمات السكنية والتجارية والاجتماعية، مع توفير مساحات للشئون الإدارية، وأخرى للخدمات المتنوعة والمرافق اللوجستية والمبانى والمنافذ التجارية.